# SLC38A11
SLC38A11 (англ. Solute carrier family 38 member 11) – білок, який кодується однойменним геном, розташованим у людей на 2-й хромосомі. Довжина поліпептидного ланцюга білка становить 406 амінокислот, а молекулярна маса — 44 825.
| 10         |  | 20         |  | 30         |  | 40         |  | 50         |
| ---------- |  | ---------- |  | ---------- |  | ---------- |  | ---------- |
| MKQAGFPLGI |  | LLLFWVSYVT |  | DFSLVLLIKG |  | GALSGTDTYQ |  | SLVNKTFGFP |
| GYLLLSVLQF |  | LYPFIAMISY |  | NIIAGDTLSK |  | VFQRIPGVDP |  | ENVFIGRHFI |
| IGLSTVTFTL |  | PLSLYRNIAK |  | LGKVSLISTG |  | LTTLILGIVM |  | ARAISLGPHI |
| PKTEDAWVFA |  | KPNAIQAVGV |  | MSFAFICHHN |  | SFLVYSSLEE |  | PTVAKWSRLI |
| HMSIVISVFI |  | CIFFATCGYL |  | TFTGFTQGDL |  | FENYCRNDDL |  | VTFGRFCYGV |
| TVILTYPMEC |  | FVTREVIANV |  | FFGGNLSSVF |  | HIVVTVMVIT |  | VATLVSLLID |
| CLGIVLELNG |  | VLCATPLIFI |  | IPSACYLKLS |  | EEPRTHSDKI |  | MSCVMLPIGA |
| VVMVFGFVMA |  | ITNTQDCTHG |  | QEMFYCFPDN |  | FSLTNTSESH |  | VQQTTQLSTL |
| NISIFQ     |  |            |  |            |  |            |  |            |

A: Аланін

C: Цистеїн

D: Аспарагінова кислота

E: Глутамінова кислота

F: Фенілаланін

G: Гліцин

H: Гістидин

I: Ізолейцин

K: Лізин

L: Лейцин

M: Метіонін

N: Аспарагін

P: Пролін

Q: Глутамін

R: Аргінін

S: Серин

T: Треонін

V: Валін

W: Триптофан

Задіяний у таких біологічних процесах, як транспорт іонів, транспорт, транспорт натрію, транспорт амінокислот, альтернативний сплайсинг. 
Білок має сайт для зв'язування з іоном натрію. 
Локалізований у мембрані.